# Victoroviella deserticola
Victoroviella deserticola är en stekelart som beskrevs av Vladimir Ivanovich Tobias 1975. Victoroviella deserticola ingår i släktet Victoroviella och familjen bracksteklar. Inga underarter finns listade i Catalogue of Life.